# Acarapis
Genre
Acarapis est un genre d'acariens de la famille des Tarsonemidae. L'espèce type est Acarapis woodi, qui est un parasite de l'abeille.

## Liste des espèces
- Acarapis dorsalis
- Acarapis externus
- Acarapis woodi
- Acarapis vagans

## Publication originale
- (en) Hirst A.S., On Some New or Little-known Acari, Mostly Parasitic in Habit, Proceedings of the Zoological Society of London, 91(2), 1921 (DOI 10.1111/j.1096-3642.1921.tb03268.x), p. 357–378 (description à la page 378).